# Porrex I
Porrex I was volgens de legende, zoals beschreven door Geoffrey of Monmouth, koning van Brittannië. Hij was een van de zonen van Gorboduc en Judon.
Toen Gorboduc oud werd vochten Porrex en zijn broer Ferrex om de troonopvolging. Ferrex vluchtte naar Gallië, waar hij de hulp inriep van de Frankische koning Suhard. In de oorlog die daarop volgde kwam Ferrex om het leven, en het Gallische leger werd vernietigd. Porrex riep zich daarop uit tot koning van het Britse rijk. Judon echter wreekte Ferrex' dood door Porrex te vermoorden, waarna de Burgeroorlog der vijf koningen uitbrak.